# Wrocławska Stocznia Rzeczna KZ-450
Der Typ KZ-450 war eine Serie von Küstenmotorschiffen der polnischen Werft Wrocławska Stocznia Rzeczna in Breslau, von der sie 1967 zwei Einheiten für die Żegluga Szczecińska baute.

## Bau und technische Daten
Für die tief im Binnenland gelegene Werft Wrocławska Stocznia Rzeczna (auch Flusswerft Zacisze, die frühere Werft Wasserbaugehöft Wilhelmsruh) war der Typ KZ-450 die erste Serie von Seeschiffen, die dort entstand. Die Entwicklung stammte von Janusz Stęszewski aus dem Centrum Badawczo-Projektowym Żeglugi Śródlądowej Navicentrum (dt. „Navicentrum. Forschungszentrum für Binnenschifffahrt und Design“). Die Typenbezeichnung KZ-450 leitete sich aus dem Entwicklungsnamen Kabotazowiec 450 DWT (dt.: „450-Tonnen-Küstenmotorschiff“) ab. Die Werft erhielt die Pläne für einen kleinen Frachter, der mit einem achtern angeordneten Deckshaus über dem Maschinenraum, zwei Laderäumen und einem dazwischen liegenden Mast mit zwei Ladebäumen ausgestattet war. Die Schiffe waren für den Transport von Stückgütern und Massengütern ausgelegt. In der Praxis erwies sich der Entwurf sowohl unter Ballast als auch beladen als sehr stabil.
Die Schiffe waren 44,70 Meter lang, 8,20 Meter breit und wiesen einen Tiefgang von 3,00 Metern auf. Die Vermessung betrug 499 BRT und 156 NRT bei einer Tragfähigkeit von 450 tdw. Der Antrieb bestand aus einem 300 PS leistenden Sechszylinder-Dieselmotor des Schwermaschinenbaus „Karl Liebknecht“ aus Magdeburg vom Typ 6NVD36. Dieser wirkte auf eine Schraube und erreichte eine Geschwindigkeit von 9,0 Knoten. Die Reichweite betrug 1.800 Seemeilen, die Besatzung bestand aus 8 Personen.
Beide Schiffe liefen 1967 in Breslau vom Stapel und wurden ohne Aufbauten und Masten nach Stettin geschleppt, wo die Breslauer Werftarbeiter die Schiffe auf einem angemieteten Teil der Stettiner Werft fertigstellten.

## Geschichte
Als erstes der beiden Schiffe, stellte die Reederei Żegluga Szczecińska Mitte 1967 die Flora und Ende 1967 auch die Emilia in Dienst. Sie waren die kleinsten Frachtschiffe der polnischen Handelsmarine. Für die beiden kleinen Kümos war geplant, sie in der polnischen Küstenschifffahrt zwischen Stettin und Elbing einzusetzen. Ihre geringe Größe und Tiefgang sollte es ihnen ermöglichen, auch die kleinen Häfen anzulaufen. In der Praxis endete jedoch ihr Einsatz mit einem Misserfolg, da es keine Ladung gab und die Reederei die Schiffe nicht wirtschaftlich betreiben konnte. Eine Zeitlang transportierten sie noch Kohle nach Dänemark, doch für den Einsatz über die Landesgrenzen hinaus waren sie zu klein und zu langsam.
In der zweiten Hälfte der 1970er Jahre hat die Żegluga Szczecińska beide Schiffe an die 1976 neugegründete Reederei Polska Żegluga Bałtycka (PZB) abgegeben und wird damit einer Stilllegung zuvorgekommen sein. Bei der PZB wiederum sind beide Kümos nicht zum Einsatz gekommen. Konsequenterweise hat die PZB 1979 zunächst die Emilia aus dem Dienst genommen und 1981 auch die Flora. In der zweiten Hälfte der 1980er Jahre sind sie dann abgewrackt worden.